# トライプ

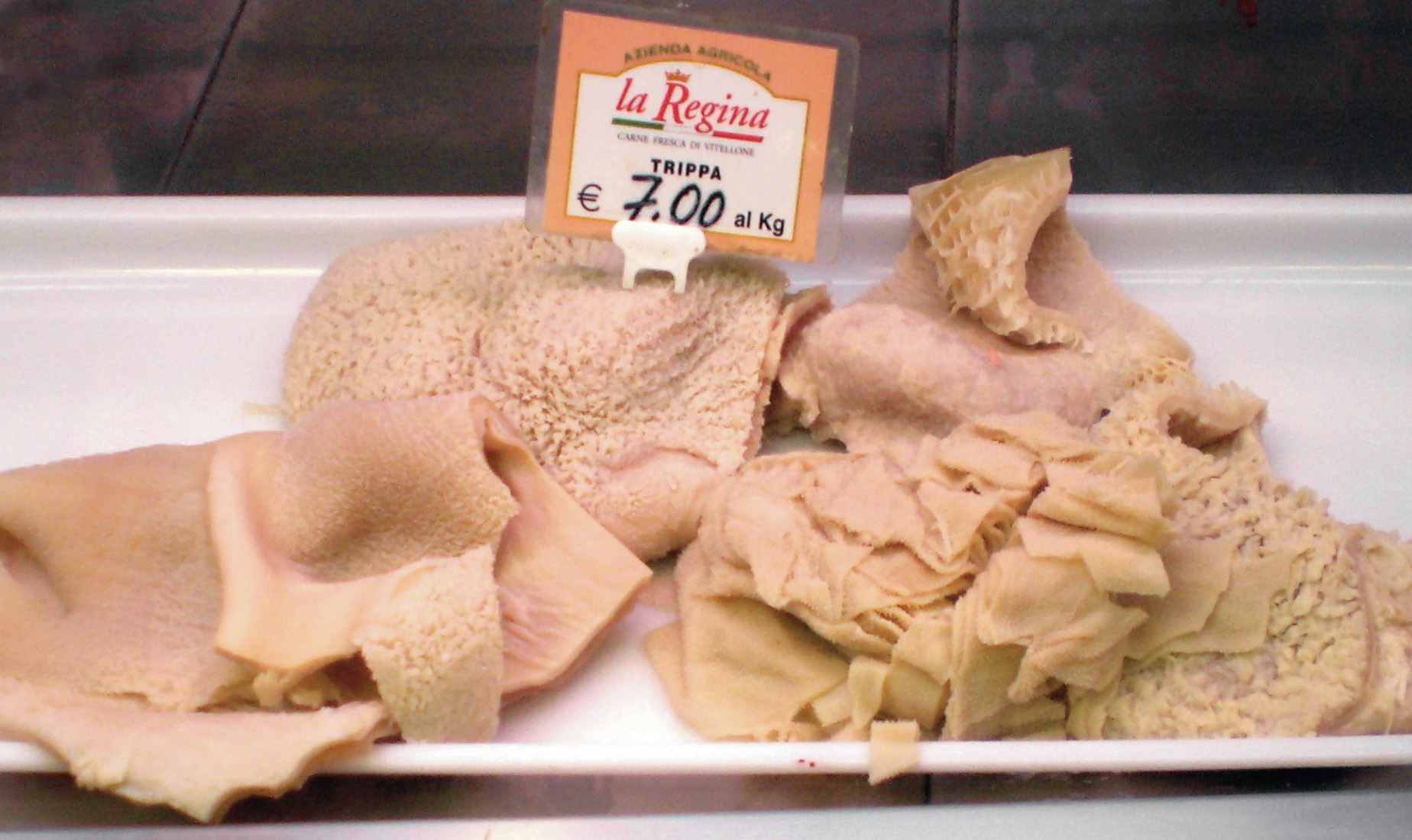
イタリアで売られているトライプ（トリッパ）

トライプ（英語: Tripe）は、食用の家畜の胃のこと。ウシ、ヒツジ、ヤギ、シカ、ラクダなど反芻動物は四つに別れた胃をもつが、通常非反芻動物の胃と同様の働きを持つ第四胃はトライプとは呼ばない。ウシの場合には第1胃、第2胃、第3胃の3つがトライプである。

## 加工・販売
まず消臭する。沸かした塩水（目安として水1リットルに大さじ1ぐらい）で2 - 3時間煮込むのが一般的である。
大規模な食肉検査場では胃の内容物は完全に洗い流して次の処理に回される。日本では滅菌しない内容物を市場に出す事は禁止されている。新鮮な反芻胃とその内容物はグリーントライプという。無数の微生物を含む酵素やその生産物がイヌやネコの飼料として価値があるので、国によっては内容物だけ、あるいは胃壁ごと刻んだ物が売られている。

## 部位

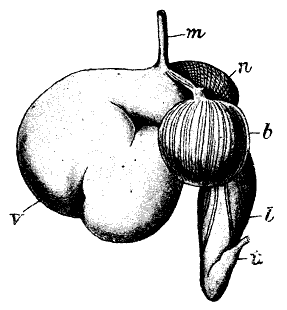
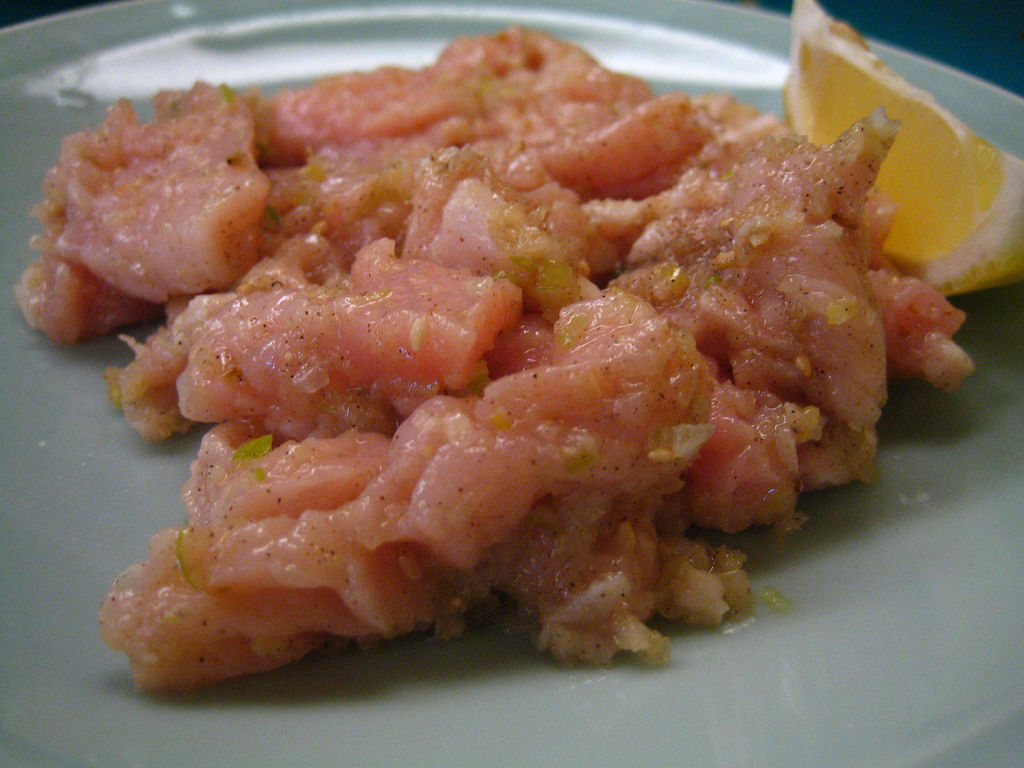
ウシの消化器官。m=食道、v=第1胃、n=第2胃、b=第3胃、l=第4胃、t=腸
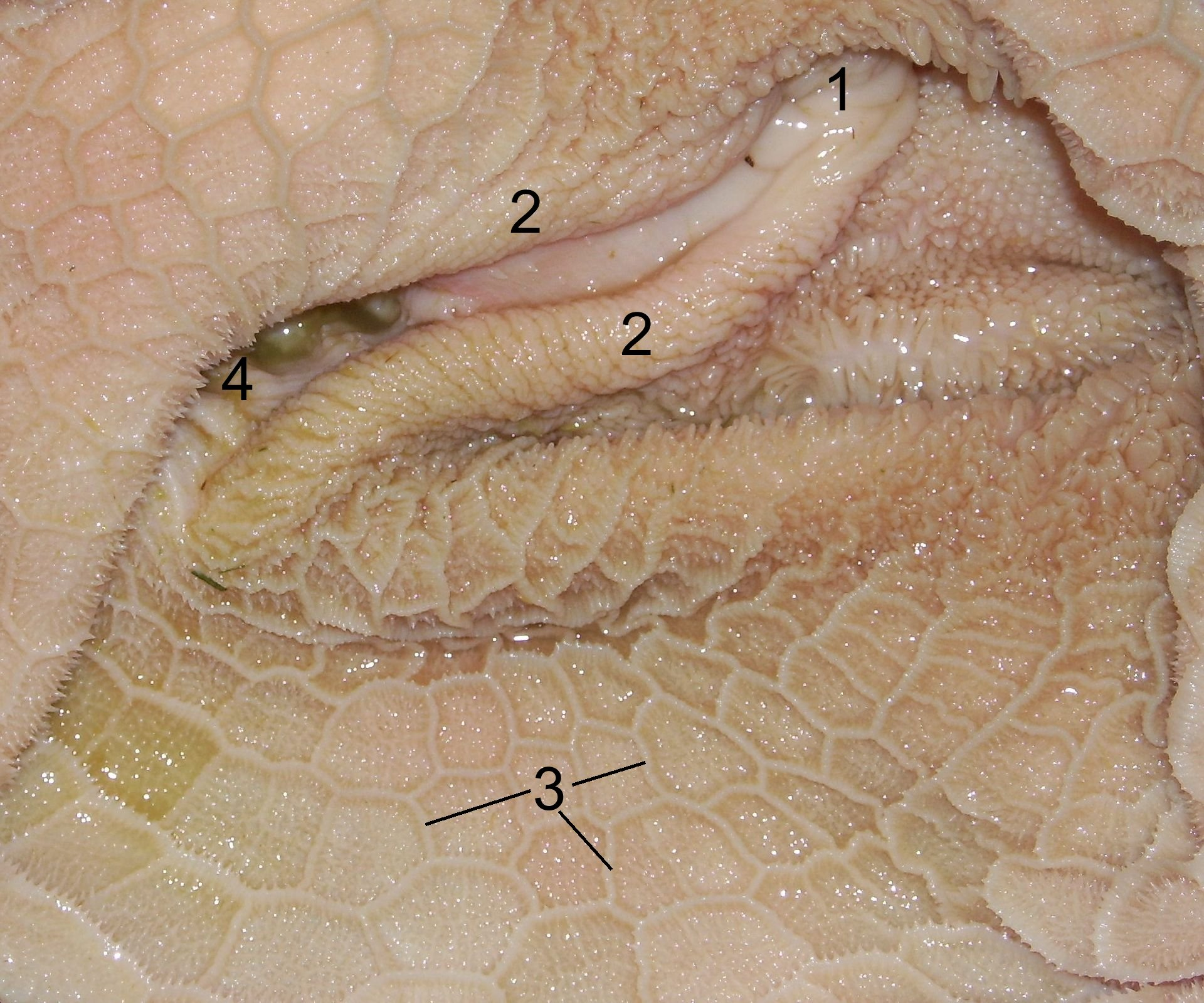
ウシの第1胃（ミノ）。
- ヒツジの第2胃（ハチノス）。
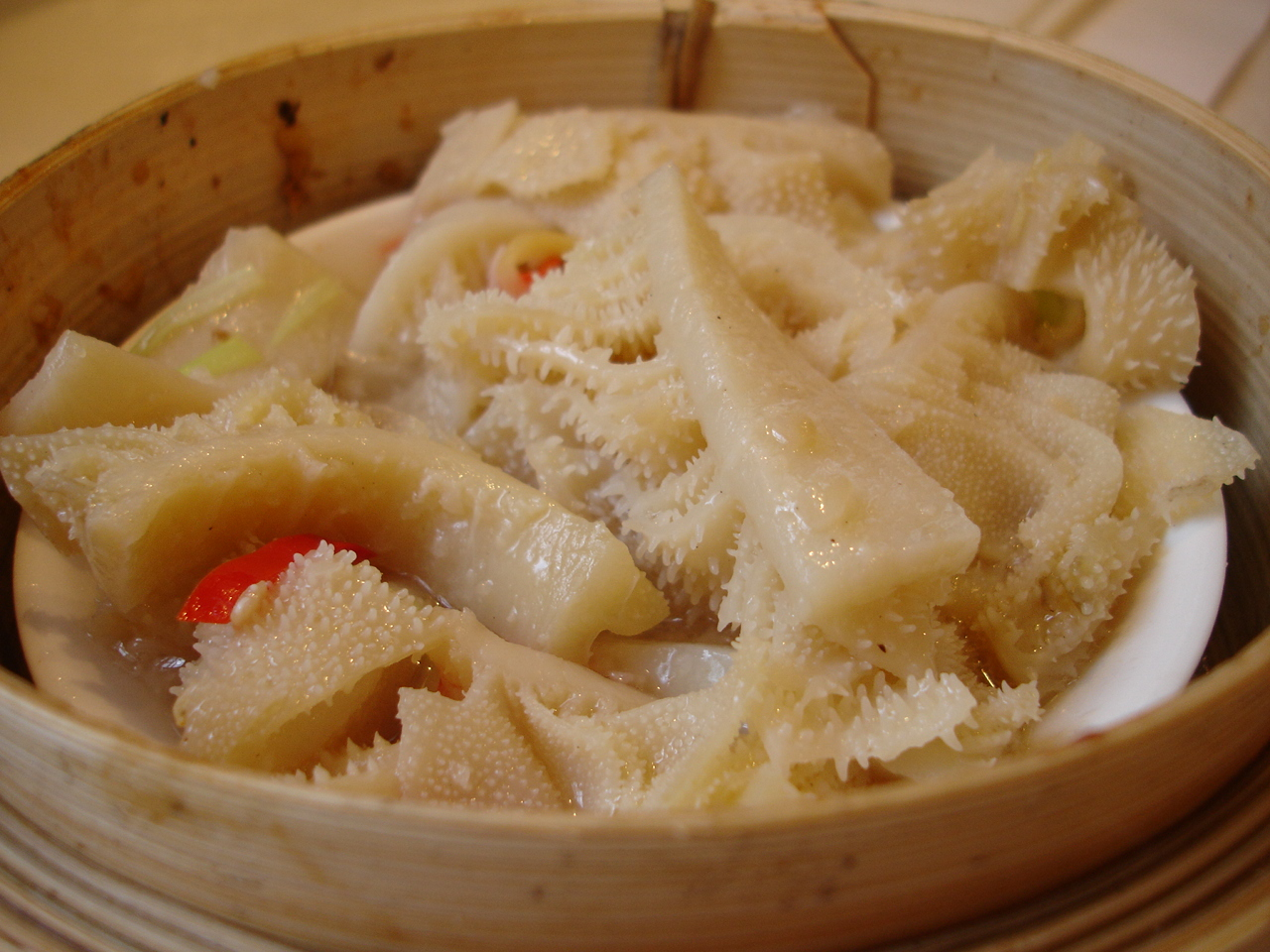
ウシの第3胃（センマイ）の調理例（牛百頁）。
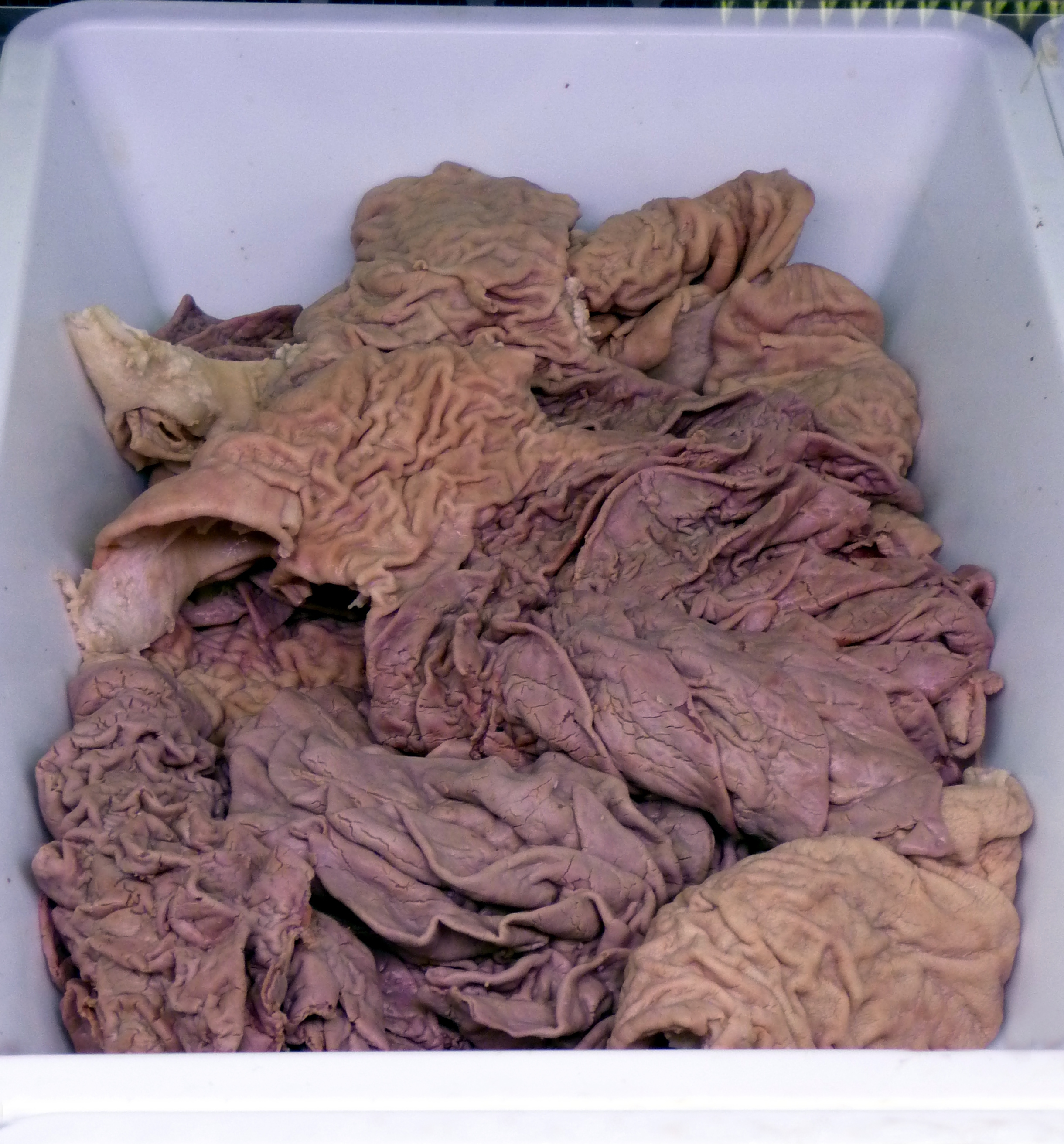
ウシの第4胃（ギアラ）。下茹でしてある。